# Narcolepsie
Narcolepsie is een neurologische afwijking die gekenmerkt wordt door perioden van onweerstaanbare slaap en slaapstoornissen in het algemeen.
De huidige opvatting is dat het een auto-immuunziekte is die het hypocretine-systeem selectief afbreekt.

## Symptomen
Het bekendste kenmerk van narcolepsie is een overmatige behoefte gedurende de dag te slapen, zelfs na voldoende nachtrust. Men heeft van een narcolepsiepatiënt dan ook vaak de indruk dat deze persoon te allen tijde zomaar in slaap kan vallen. In werkelijkheid is de stoornis complexer en verschillen de verschillende symptomen in frequentie en sterkte per patiënt. 
Iemand die aan narcolepsie lijdt, valt gemakkelijk in slaap en heeft last van onbedwingbare slaapaanvallen. Dit kan gebeuren op ongepaste tijden en plaatsen. De slaapaanvallen kunnen gedurende de dag met of zonder waarschuwing voorkomen en kunnen onweerstaanbaar zijn. Deze aanvallen kunnen verschillende keren per dag voorkomen. De slaperigheid kan lange tijd aanhouden. Bovendien is de nachtrust vaak versnipperd doordat de persoon vaak wakker wordt. Kortom, mensen met narcolepsie zijn overdag wel wakker, maar kunnen niet wakker blijven, en 's nachts vallen ze wel in slaap, maar ze kunnen niet in slaap blijven. Drie andere klassieke symptomen van narcolepsie, die echter niet bij alle patiënten voorkomen, zijn:
- Kataplexie: tijdelijk plotseling verlies van de spierfuncties. Dit kan variëren van een lichte zwakte (zoals slapheid bij hals of knieën, verstreken gezichtsspieren of onvermogen duidelijk te praten) tot volledige spierverslapping waarbij iemand valt. De aanvallen worden uitgelokt door plotselinge emoties (zoals uitbundig lachen, schrik, of boosheid). Deze spierverslappingen duren meestal enige seconden tot 2 minuten. In heel zeldzame gevallen kunnen ze langer duren, maar meestal gaat het dan om verschillende aanvallen achter elkaar. Belangrijk hierbij is dat de persoon volledig bij bewustzijn blijft.
- Hypnagoge hallucinaties: zeer levendige en vaak beangstigende droomachtige gewaarwordingen die voorkomen tijdens het in slaap vallen. (Hypnopompe hallucinaties, idem maar dan bij het ontwaken).
- Slaapverlamming: een tijdelijk onvermogen te kunnen bewegen bij het in slaap vallen of ontwaken. Dit kan een paar seconden tot enkele minuten duren. Vaak is dit gekoppeld aan de hypnagoge hallucinaties.

Mensen zonder narcolepsie kunnen ook overmatige slaperigheid overdag, slaapverlamming en hypnagogische hallucinaties hebben. Kataplexie komt eigenlijk alleen maar voor bij narcolepsie.
In de meeste gevallen is het eerste symptoom van narcolepsie dat optreedt een bovenmatige en overweldigende dwang overdag te slapen. Na maanden of jaren kunnen de overige symptomen mogelijk tegelijkertijd optreden. De ontwikkeling van narcolepsie kan per persoon verschillen in ernst en volgorde van de symptomen. Ongeveer 20 tot 25 procent van de mensen met narcolepsie heeft alle vier de symptomen. De drang overdag te gaan slapen blijft over het algemeen voor de rest van het leven. Dit geldt over het algemeen niet voor de overige symptomen.
De symptomen van narcolepsie, vooral overdag slapen en kataplexie, worden vaak zo erg dat ze ernstige verstoringen veroorzaken in zowel het sociale als het professionele leven van de persoon met narcolepsie.

## Neurologische verklaring
Wanneer iemand wakker is, vertonen de hersengolven een bepaald ritme. Wanneer een persoon in slaap valt, worden de hersengolven langzamer; dit stadium in de slaap heet de non-rapid eye movement (NREM)-slaap. Na ongeveer een half uur geven de hersengolven een actiever patroon hoewel de persoon in een diepe slaap is. In dit stadium dromen mensen. Het wordt gekenmerkt door snelle oogbewegingen (rapid eye movement of REM).
Bij narcolepsie zijn de volgorde en de lengte van de NREM en de REM-stadia gestoord. De REM-slaap treedt niet zoals gebruikelijk op na het NREM-stadium. Narcolepsie is dus een ziekte waarbij de REM-slaap op abnormale tijdstippen voorkomt. Sommige aspecten van de REM-slaap, zoals spierverslapping, slaapverlamming en levendige dromen, komen bij mensen die aan narcolepsie lijden op andere tijdstippen voor. Tijdens een aanval van kataplexie komt bijvoorbeeld spierverslapping voor. Tijdens het ontwaken of het in slaap vallen kunnen slaapverlamming en levendige dromen voorkomen.
Dat de hersenen niet de normale stadia van het sluimeren en de diepe slaap volgen, heeft een aantal consequenties:
- Narcoleptici vallen snel in wat een diepe slaap lijkt;
- Narcoleptici worden plotseling wakker en zijn dan erg gedesoriënteerd;
- De dromen zijn erg levendig en worden vaak herinnerd;
- Zelfs na enkele seconden slaap kunnen al dromen voorkomen.

## Oorzaken
Narcolepsie wordt in verband gebracht met een beschadiging aan de hypothalamus. Hierdoor wordt er minder van het eiwit hypocretine of orexine gemaakt. Bij een grote groep, zo niet bij alle, mensen met narcolepsie is dit verminderd of niet meer aanwezig. De cellen in het eigen lichaam vallen de hypocretinecellen aan want ze zien deze als een vijandelijk binnentredend celmateriaal. Het staat inmiddels vrijwel vast dat een gen-variant hieraan ten grondslag ligt.
Narcolepsie kan ook worden veroorzaakt door een verwonding of tumor en wordt dan aangemerkt als secundaire narcolepsie. Deze vorm van narcolepsie is veel zeldzamer.
In Zweden en Finland is narcolepsie bij kinderen aangetoond als bijwerking van het vaccin Pandemrix. Dit middel werd gebruikt bij de Mexicaanse grieppandemie in 2009. Ook kinderen uit Verenigd Koninkrijk, Ierland, Spanje en Italië kregen de aandoening enige tijd na de inspuiting. In 2011 waarschuwt EMA voor een toename van narcolepsie na vaccinatie met het Pandemrix vaccin.,  In Nederland is narcolepsie gerapporteerd bij 20 kinderen, waarvan 19 peuters, na inenting tegen de Mexicaanse griep. In eerste instantie sprak het Bijwerkingen Centrum Lareb van slechts acht kinderen met narcolepsie, waarvan bij slechts vier van deze kinderen narcolepsie een gevolg kan zijn van de inenting. Bij vier andere kinderen waren de symptomen van narcolepsie reeds aanwezig voorafgaand aan de inenting.  Ook was in Nederland eerder nog geen epidemiologisch verband gevonden tussen vaccinatie en een toename in narcolepsie. In september 2018 besloot de Nederlandse overheid 5 miljoen euro ter beschikking te stellen aan 7 tot 11 baby's en peuters die na inenting met Pandemrix narcolepsie ontwikkelden.

## Diagnose
De diagnose is eenvoudig wanneer alle symptomen van narcolepsie aanwezig zijn. Het wordt echter moeilijker wanneer slaapaanvallen niet vaak voorkomen en de kataplexie niet of nauwelijks aanwezig is.
Voor het vaststellen van narcolepsie zijn er verschillende testen, de polysomnografie en de multiple sleep latency test (MSLT). Deze worden door een slaapspecialist in een slaaplaboratorium uitgevoerd. Bij de polysomnografie worden de hersenactiviteit en een aantal zenuw- en spierfuncties continu gemeten gedurende de nachtrust. Met deze test kunnen ook andere slaapstoornissen ontdekt worden.
Bij de tweede test (MSLT) geeft men tijdens de dag de patiënt de gelegenheid om de twee uur te slapen gedurende 20 minuten. Hierbij wordt de inslaaptijd gemeten en de REM-latentietijd (tijd tussen inslapen en eerste REM-fase). De slaaptechnicus gaat eveneens na of er zogenaamde SOREM's (Sleep Onset REM's: het onmiddellijk overgaan van waaktoestand naar REM-Slaap) optreden. Indien er twee of meer SOREM's optreden tijdens 5 MSLT testen, kan dat een aanwijzing zijn voor narcolepsie.
Het bepalen van de hoeveelheid hypocretine wordt gedaan door middel van een ruggenprik. Hiermee is met grote zekerheid vast te stellen of iemand narcolepsie heeft.
Begin 2010 ontdekten onderzoekers van de universiteit van Lausanne dat narcolepsie hoogstwaarschijnlijk een auto-immuunziekte is. Het lichaam reageert tegen het eigen eiwit Trib 2, dat vooral in zenuwcellen zit die het slapen en waken reguleren.

## Behandeling
Er zijn mensen met narcolepsie die een strak slaapritme aanhouden en overdag op vaste tijden rusten. Voor hen kan dit voldoende zijn om gedurende de overige tijd wakker te blijven zonder onbedwingbare slaapaanvallen.
Veel patiënten gebruiken antidepressiva als medicatie. Een enkele keer wordt ook een stimulerend middel voorgeschreven. De resultaten zijn wisselend. Bijwerkingen kunnen zo ernstig zijn dat om die reden van gebruik moet worden afgezien. 
Medicatie wordt met verschillende doelstelling voorgeschreven, het gaat nooit om genezing maar altijd om symptoombestrijding.
- Medicatie om de patiënt tijdens het waken op te peppen:

Ritalin ® (Methylfenidaat) ( in België: Rilatine)
Modiodal ® (Modafinil of Provigil).
- Medicatie ter regulatie van REM-slaap en onderdrukking van kataplexie:

Xyrem ® (Natriumoxybaat)(Hydroxyboterzuur) (GHB)
Antidepressiva zoals Anafranil® of  Efexor® (Venlafaxine).
- Medicatie om de kwaliteit van de nachtrust van de patiënt te verbeteren:

Xyrem ® (Natriumoxybaat) (GHB)
Neurontin.
De behandeling bestaat vaak uit een mix van bovengenoemde middelen, het resultaat is wisselend.